# 선릉로
선릉로(宣陵路, Seolleung-ro)는 서울특별시 강남구 개포동 구룡마을 삼거리에서 압구정동 한양아파트 81동 앞을 잇는 왕복 6차선짜리 도로이다. 이 도로의 총 연장은 6Km이고, 도곡역부터 분당선을 따라간다.

## 경유지
예술의전당

## 노선
- 구룡마을 삼거리 - 개포고교사거리 - 구룡중학교 - 영동4교 - 도곡역 - 한티역 - 도곡사거리 - 진선여고 - 선릉역 - 삼릉공원 사거리 - 강남구청역 - 영동고등학교 - 학동사거리 - 한양아파트 앞 교차로 - 한양아파트 81동 앞

## 연결 도로
선릉로의 기점인 구룡마을 삼거리에서는 양재대로와 연결되며, 종점인 한양아파트 단지 내에서는 한가람길과 연결되는데, 이 도로를 이용하면 올림픽대로까지 편리하게 갈 수 있다.

## 비고
서울특별시 간선버스 472번이 선릉로 전 구간을 운행한다.